# Jens Salvesen
Jens Salvesen (n. 8 septembrie 1883, Tvedestrand, Aust-Agder, Norvegia – d. 21 septembrie 1976, Oslo, Norvegia) a fost un fotbalist ce a reprezentat Norvegia. A participat la competiții asociate Jocurilor Olimpice în care a câștigat o medalie de argint.

## Participări
Lista de mai jos prezintă principalele competiții la care a participat Jens Salvesen de-a lungul carierei.
- Jocurile Olimpice de vară din 1920